# لويس رودريغيز (سياسي)
لويس رودريغيز (بالإسبانية: Luis Rodríguez Figueroa )‏ (و. 1875 – 1936 م) هو سياسي، وكاتب إسباني، ولد في بويرتو دي لا كروث، توفي عن عمر يناهز 61 عاماً.

## مناصب
تولى منصب عضو مجلس النواب الإسباني ‏
.

## التعليم
تعلم في جامعة غرناطة
.